# Theo van den Boogaard
Theo van den Boogaard, nederländsk serieskapare född 1948. Mest känd för att tillsammans med serieförfattaren Wim T. Schippers ha skapat den nonsenshumoristiska serien "Sjef van Oekel" ("Hilding Wirrenhjelm" på svenska).